# 181 (tal)
181 är det naturliga talet som följer 180 och som följs av 182.

## Inom vetenskapen
- 181 Eucharis, en asteroid

## Inom matematiken
- 181 är ett udda tal.
- 181 är ett primtal.
- 181 är ett palindromtal i det decimala talsystemet.
- 181 är ett stjärntal.
- 181 är ett centrerat pentagontal.
- 181 är ett centrerat kvadrattal.